# Tieton
Tieton és una població dels Estats Units a l'estat de Washington. Segons el cens del 2000 tenia 1.154 habitants.

## Demografia
Segons el cens del 2000, Tieton tenia 1.154 habitants, 341 habitatges, i 267 famílies. La densitat de població era de 586,3 habitants per km².
Dels 341 habitatges en un 52,2% hi vivien nens de menys de 18 anys, en un 61% hi vivien parelles casades, en un 13,8% dones solteres, i en un 21,7% no eren unitats familiars. En el 18,5% dels habitatges hi vivien persones soles el 9,1% de les quals corresponia a persones de 65 anys o més que vivien soles. El nombre mitjà de persones vivint en cada habitatge era de 3,38 i el nombre mitjà de persones que vivien en cada família era de 3,88.
Per edats la població es repartia de la següent manera: un 37,2% tenia menys de 18 anys, un 11,4% entre 18 i 24, un 30,5% entre 25 i 44, un 14,2% de 45 a 60 i un 6,7% 65 anys o més.
L'edat mediana era de 26 anys. Per cada 100 dones de 18 o més anys hi havia 94,4 homes.
La renda mediana per habitatge era de 30.052 $ i la renda mediana per família de 34.583 $. Els homes tenien una renda mediana de 24.750 $ mentre que les dones 18.750 $. La renda per capita de la població era de 12.439 $. Aproximadament el 14,5% de les famílies i el 17,9% de la població estaven per davall del llindar de pobresa.

## Poblacions més properes
El següent diagrama mostra les poblacions més properes.